# DNAJC13
El homólogo de DnaJ (Hsp40), subfamilia C, miembro 13, también conocido como DNAJC13, es un gen humano.

## Otras lecturas
- Girard M, Poupon V, Blondeau F, McPherson PS (2006). «The DnaJ-domain protein RME-8 functions in endosomal trafficking.». J. Biol. Chem. 280 (48): 40135-43. PMID 16179350. doi:10.1074/jbc.M505036200.
- Gerhard DS, Wagner L, Feingold EA (2004). «The status, quality, and expansion of the NIH full-length cDNA project: the Mammalian Gene Collection (MGC).». Genome Res. 14 (10B): 2121-7. PMC 528928. PMID 15489334. doi:10.1101/gr.2596504.
- Beausoleil SA, Jedrychowski M, Schwartz D (2004). «Large-scale characterization of HeLa cell nuclear phosphoproteins.». Proc. Natl. Acad. Sci. U.S.A. 101 (33): 12130-5. PMC 514446. PMID 15302935. doi:10.1073/pnas.0404720101.
- Chang HC, Hull M, Mellman I (2004). «The J-domain protein Rme-8 interacts with Hsc70 to control clathrin-dependent endocytosis in Drosophila.». J. Cell Biol. 164 (7): 1055-64. PMC 2172058. PMID 15051737. doi:10.1083/jcb.200311084.
- Ota T, Suzuki Y, Nishikawa T (2004). «Complete sequencing and characterization of 21,243 full-length human cDNAs.». Nat. Genet. 36 (1): 40-5. PMID 14702039. doi:10.1038/ng1285.
- Strausberg RL, Feingold EA, Grouse LH (2003). «Generation and initial analysis of more than 15,000 full-length human and mouse cDNA sequences.». Proc. Natl. Acad. Sci. U.S.A. 99 (26): 16899-903. PMC 139241. PMID 12477932. doi:10.1073/pnas.242603899.
- Volz A, Melkaoui R, Hildebrandt F, Omran H (2003). «Candidate gene analysis of KIAA0678 encoding a DnaJ-like protein for adolescent nephronophthisis and Senior-Løken syndrome type 3.». Cytogenet. Genome Res. 97 (3-4): 163-6. PMID 12438707. doi:10.1159/000066617.
- Ishikawa K, Nagase T, Suyama M (1998). «Prediction of the coding sequences of unidentified human genes. X. The complete sequences of 100 new cDNA clones from brain which can code for large proteins in vitro.». DNA Res. 5 (3): 169-76. PMID 9734811. doi:10.1093/dnares/5.3.169.

- Datos: Q18037087